# 오산역
오산역(烏山驛, Osan station)은 경기도 오산시 오산동에 있는 경부선의 철도역이다. 일부 무궁화호와 수도권 전철 1호선 모든 열차가 정차한다.

## 역사
- 1905년 1월 1일 : 보통역으로 영업 개시
- 1956년 12월 12일 : 구 역사 준공
- 1994년 1월 1일 : 소화물 취급 중지
- 2002년 11월 28일 : 현 역사 신축 준공
- 2005년 1월 20일 : 수도권 전철 운행 개시
- 2008년 12월 15일 : 장항선 (천안~신창간) 복선 전철화 개통으로 2009년 6월 1일 (서울~신창간) 누리로 운행 개시
- 2009년 10월 31일 : 화물 취급 중지[2]
- 2010년 1월 21일: 당정역 개업으로 1호선 역번호가 P159번에서 P160번으로 변경
- 2013년 10월 1일 : 오산역 복합환승센터 착공
- 2017년 11월 1일 : 오산역 복합환승센터 개통
- 2019년 12월 30일 : 서울~신창간 누리로 다시 운행 중지
- 2020년 1월 13일 : 누리로 재운행 개시(서울~신창)
- 2020년 3월 2일 : 호남선 누리로 운행 중지
- 2020년 5월 23일 : 누리로 운행중지(서울~신창)

## 운행 정보
주중 8회, 주말 7회의 무궁화호가 정차한다. 무궁화호의 열차번호는 다음과 같다.
경부선: 1203, 1302, 1311, 1314
광주선: 1422, 1426
전라선: 1512
충북선: 1281
주중 1회의 ITX-새마을가 정차한다. ITX-새마을의 열차번호는 다음과 같다.
호남선: 1061

## 역 구조
4면 6선의 승강장이다. 출구는 2개이다. 현재 스크린도어가 설치되어 있다.

### 승강장
| ↑오산대(1호선)/↑수원(경부선)    |
| ８７ \| ６５ \| ４３ \| ２１ \| |
| 진위(1호선)↓/서정리(경부선)↓    |

| 번호 | 노선                | 행선지                                                                  |
| ---- | ------------------- | ----------------------------------------------------------------------- |
| 1~2  | ● 수도권 전철 1호선 | 서정리 · 평택 · 천안 · 신창 방면                                        |
| 3    |                     | 대전 · 동대구 · 부산 · 익산 · 목포 · 순천 · 여수엑스포 방면(비상대피로) |
| 4    | 무궁화호            | 대전 · 동대구 · 부산 · 익산 · 목포 · 순천 · 여수엑스포 방면             |
| 5    | 무궁화호            | 수원 · 안양 · 영등포 · 용산 · 서울 방면                                 |
| 6    |                     | 수원 · 안양 · 영등포 · 용산 · 서울 방면(비상대피로)                     |
| 7~8  | ● 수도권 전철 1호선 | 병점 · 수원 · 구로 · 용산 · 광운대 방면                                 |

## 역 주변
- 성산초등학교
- 남촌동 행정복지센터
- 오산오색시장
- 중앙파출소
- 오산역환승센터
- 오산시청
- 오산우체국
- 오산대학교
- 오산중학교
- 오산고등학교
- 오산시환경사업소
- 오산경찰서
- 운암중학교
- 운암고등학교
- 오산정보고등학교
- 운암초등학교
- 오산원일중학교
- 오산원일초등학교
- CGV 오산
- 이마트24 오산역점

## 승차량 변동

### 일반열차
| 연도와 승하차 | 연도와 승하차 | 이용 인원 | 이용 인원 | 이용 인원 | 이용 인원 | 이용 인원 | 이용 인원 | 이용 인원 |
| 연도와 승하차 | 연도와 승하차 | KTX       | 산천      | 새마을    | 무궁화    | 누리      | 청춘      | 총계      |
| ------------- | ------------- | --------- | --------- | --------- | --------- | --------- | --------- | --------- |
| 2013년        | 승차          | 미정차    | 미정차    | 3         | 75888     | 190735    | 미정차    | 266626    |
| 2013년        | 하차          | 미정차    | 미정차    | 0         | 63955     | 171264    | 미정차    | 235219    |

### 수도권 전철
| 노선   | 승차 인원 | 승차 인원 | 승차 인원 | 승차 인원 | 승차 인원 | 승차 인원 | 승차 인원 | 승차 인원 | 승차 인원 | 승차 인원 | 승차 인원 | 승차 인원 | 승차 인원 | 승차 인원 | 승차 인원 | 승차 인원 | 승차 인원 | 승차 인원 | 주 석 |
| 노선   | 2005년    | 2006년    | 2007년    | 2008년    | 2009년    | 2010년    | 2011년    | 2012년    | 2013년    | 2014년    | 2015년    | 2016년    | 2017년    | 2018년    | 2019년    | 2020년    | 2021년    | 2022년    | 주 석 |
| ------ | --------- | --------- | --------- | --------- | --------- | --------- | --------- | --------- | --------- | --------- | --------- | --------- | --------- | --------- | --------- | --------- | --------- | --------- | ----- |
| 경부선 | 8273      | 8575      | 8618      | 9393      | 9204      | 9285      | 9951      | 9786      | 10069     | 12248     | 10484     | 10377     | 10607     | 10682     | 10780     | 7800      | 8512      | 9651      | [ 5 ] |

## 인접한 역
| 무궁화호                     | 무궁화호                          | 무궁화호              |
| ---------------------------- | --------------------------------- | --------------------- |
| 수원 서울 방면               | 무궁화호 경부선                   | 서정리 부산 방면      |
| 수원 용산 방면               | 무궁화호 호남선                   | 평택 광주 방면        |
| 새마을호                     |                                   |                       |
| 수원 용산 방면               | ITX-새마을 호남선                 | 서정리 목포 방면      |
| 광역전철 (경부선)            |                                   |                       |
| P159 오산대 광운대 방면      | ● 수도권 전철 1호선 경부선 완행   | P161 진위 신창 방면   |
| P157 병점 청량리 방면        | ● 수도권 전철 1호선 경부선 급행 A | P163 서정리 신창 방면 |
| P157 병점 서울역 (지상) 방면 | ● 수도권 전철 1호선 경부선 급행 B | P163 서정리 천안 방면 |